# Mykhailo Illienko

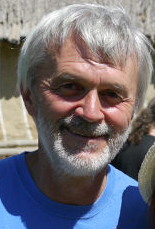
Mykhailo Ilienko

Mykhailo Gerasimovych Ilienko (nascido a 29 de junho de 1947, em Moscovo) é um director de cinema ucraniano, roteirista e actor. Ele é um académico da Academia Nacional de Artes da Ucrânia (2017) e um Artista Homenageado da Ucrânia (2003).